# Lazer (Altos Alpes)
 Lazer  es una población y comuna francesa, situada en la región de Provenza-Alpes-Costa Azul, departamento de Altos Alpes, en el distrito de Gap y cantón de Laragne-Montéglin.

## Demografía
| 179 | 174 | 176 | 258 | 267 | 274 |
| Para los censos de 1962 a 1999 la población legal corresponde a la población sin duplicidades (Fuente: INSEE [Consultar]) |     |     |     |     |     |